# Na początku był wodór
Na początku był wodór – tytuł popularnonaukowej książki Hoimara von Ditfurtha, która ukazała się w 1972 roku. Opisuje powstanie wszechświata, Ziemi i życia na Ziemi aż do pojawienia się świadomości, na podstawie ówczesnego stanu wiedzy. Książka porusza tematy, które Ditfurth pokazał również w serialu telewizyjnym „Querschnitt” (niem. przekrój poprzeczny). Tytuł utworu nawiązuje do początkowego zdania Ewangelii Jana: „Na początku było Słowo”. Mówiąc o wodorze, Ditfurth miał na myśli pierwszy pierwiastek chemiczny, który prawdopodobnie powstał po Wielkim Wybuchu.
Pierwsza część dzieła dotyczy historii naturalnej Od prawybuchu do powstania Ziemi, druga część Powstanie życia, trzecia część historia naturalna Od powstania pierwszej komórki do podboju lądu, czwarta część Jak powstały ciepłokrwistość i „świadomość”, część piąta Historia przyszłości.
We wstępie i czwartej części Ditfurth rozwinął swoją tezę, że istnieje umysł bez mózgu, którą kontynuował w 1976 roku w pracy Duch nie spadł z nieba.
Wydania w języku oryginału:
- Hoimar von Ditfurth: Im Anfang war der Wasserstoff. Hoffmann und Campe, Hamburg 1972, ISBN 3-455-01460-7
- Hoimar von Ditfurth: Im Anfang war der Wasserstoff. Dt. Taschenbuch-Verlag, Monachium 1993 ISBN 978-3-423-30015-5

Wydanie po polsku:
- Hoimar von Ditfurth: Na początku był wodór, PIW, Warszawa 1981, ISBN 83-06-00631-3.